# ジュニア・ヴァスケス
ジュニア・ヴァスケス（Junior Vasquez）は、ペンシルバニア州ランカスター出身のハウス・ミュージックDJである。

## 来歴
1980年代後半に、"Ellis-D"という変名で作品をリリース。同じ頃から、ジャネット・ジャクソンやプリンスなどの有名アーティストのリミックスを行なってきた。また、DJとしてもニューヨークにあった"Sound Factory"や"Earth"といったクラブで活動をしてきた。
リミックスを手がけたアーティストは多岐に渡り、中でもマドンナからは彼女のベストアルバム『ウルトラ・マドンナ～グレイテスト・ヒッツ』のクレジット欄にて謝辞を述べられるほどの信頼を寄せられていたが、
1996年に発表された楽曲『If Madonna Calls』にて、マドンナからのものとされる留守番電話のメッセージを本人に無断でサンプリングしたことから関係が悪化したとされ、2003年にマドンナの広報は「今後マドンナがジュニア・ヴァスケスと仕事をすることはない」と断言した。
日本のアーティストでは、MISIAやglobe、浜崎あゆみなどを手がけている。